# San Antonio de los Baños
San Antonio de los Baños es una ciudad y municipio al suroeste de la ciudad de La Habana (Cuba), actualmente perteneciente a la provincia de Artemisa, e históricamente perteneciente a la antigua provincia de La Habana de la cual San Antonio es la segunda ciudad en importancia. El poblado fue fundado en 1794 por inmigrantes canarios en la ribera del río Ariguanabo. 

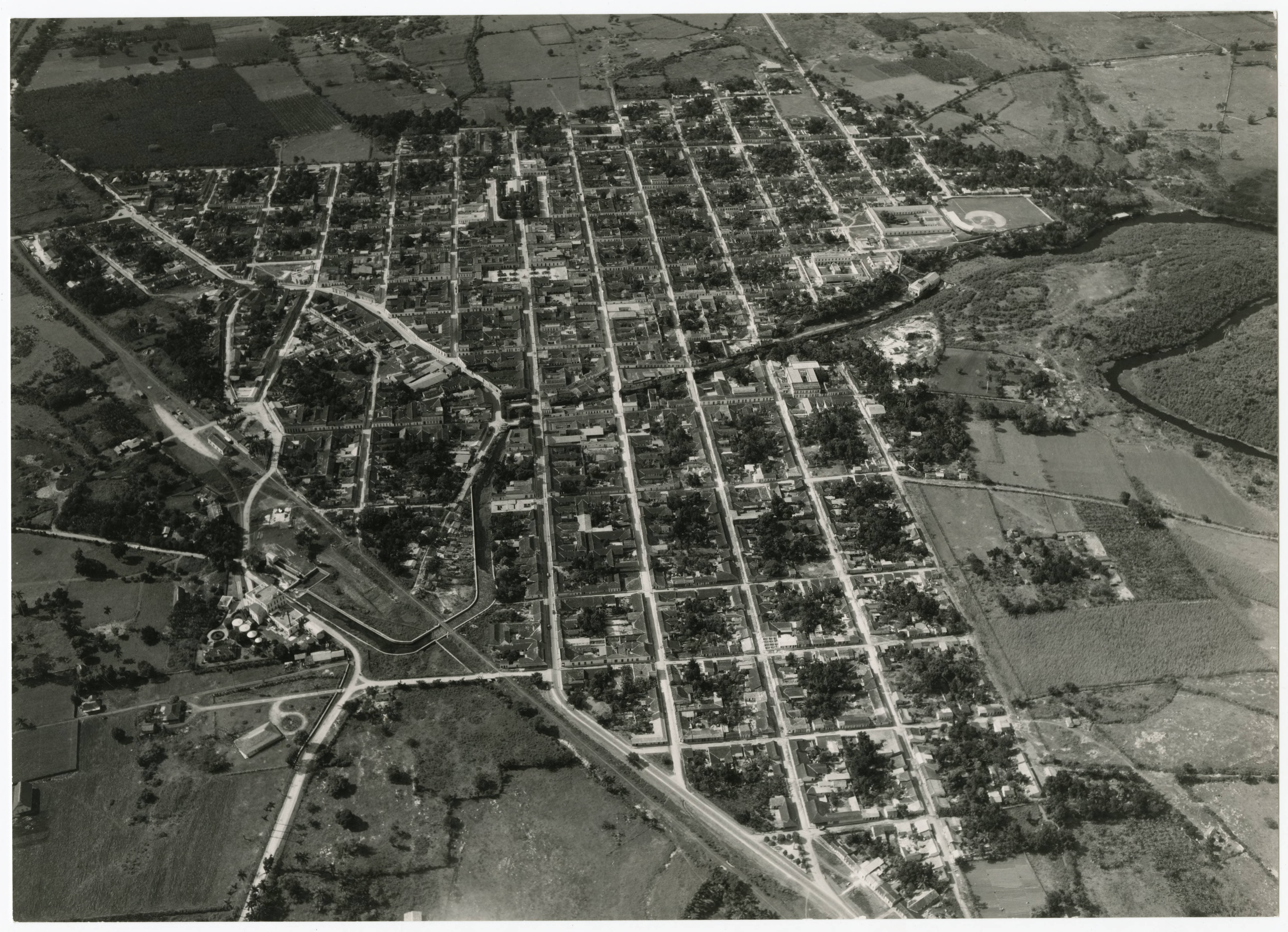
Vista aérea de San Antonio de los Baños en 1940

Se conoce a San Antonio de los Baños como la Capital del Humor. Este honor se debe a que es sede de la Bienal Internacional del Humor desde 1979. En esta ciudad se encuentra el primer Museo del Humor en Cuba, único en su tipo en toda América Latina. El recinto atesora las primeras caricaturas que se publicaron en la isla en 1848 así como miles de trabajos de autores de diferentes países. 
En las afueras de esta ciudad de cerca de 34.000 habitantes tiene su sede la Escuela Internacional de Cine y Televisión (EICTV), creada en 1986 bajo el auspicio de la Fundación del Nuevo Cine Latinoamericano, presidida por Gabriel García Márquez. La Escuela fue fundada en colaboración con el Estado cubano, en la persona del comandante Fidel Castro Ruz, y el Comité de Cineastas de América Latina, en las personas de Julio García Espinosa, Tomás Gutiérrez Alea y el primer director de la EICTV  Fernando Birri. Este centro goza de gran prestigio a nivel mundial.

## Historia
La fértil llanura del Hato de Ariguanabo, donde se encuentra ubicada la ciudad, fue cedida a Juan de Rojas entre 1515 y 1519 y ratificado su traspaso el 18 de marzo de 1519. El sitio era un bosque en el cual abundaban las maderas preciosas.
La labranza de las tierras cercanas al inmenso humedal habanero dio como resultado el nacimiento de los primeros asentamientos indígenas al mando del Cacique Ariguanabo, poblados que se dedicaban al cultivo de la yuca, tabaco, sitios que posteriormente con el “reparto de los indios” (mediante encomiendas violentas) dieron orígenes a la formación de los primeros núcleos de españoles, isleños (conquistadores) y nativos -conucos- que a partir de la emisión de la Cédula Real del Rey de España con fecha 21 de diciembre de 1516, autorizaba jurídicamente el fomento de corrales (Bauta) a principios de la Etapa colonial en las fértiles tierras de hato de Ariguanabo y los alrededores de la más extensa fuente de agua potable superficial con que contaba la sabana habanera, su “Milagrosa Laguna de Ariguanabo”.
A partir de la persecución de los vegueros que se rebelaron en 1723, se empezó a fomentar la creación de pequeños conucos en las tierras realengas junto al río Ariguanabo. En dichas parcelas se cultivaba tabaco y otros frutos. Para 1745, este disperso caserío empieza a mencionarse en algunos documentos. 
A partir de 1760 ante la inminente guerra con Inglaterra, España incrementó la construcción de barcos en los astilleros de La Habana, y la madera para los mismos se talaron de las haciendas de Rancho (Boyeros), Alquízar, Güira de Melena y del Hato de Ariguanabo, donde abundaban el cedro y la caoba. 
En 1765 cuando se concedió el título de marqués de Cárdenas de Montehermoso a Agustín de Cárdenas y Castellón, señor de la comarca, ya existía un caserío, aunque muy disperso, con el nombre de San Antonio Abad o San Antonio del Ariguanabo en esta zona. 
El corte de madera en el bosque posibilitó el incremento del cruce por el camino real, y de este tráfico de maderas, con destino a la construcción de barcos de guerra, surgió la idea un originario de las Islas Canarias de establecer una taberna, en el lugar en que el camino de La Habana atravesaba el río Ariguanabo. Se sentó así las bases para la creación de un caserío más compacto, pues los antiguos vecinos de la zona estaban establecidos en pequeños lotes de tierra a lo largo del río, algo distantes unos de otros. La existencia de una taberna consolidó la permanencia de quienes ya se habían establecido y aumentó el interés para los que con posterioridad se fueron avecindando a estos parajes. 
En la segunda década del siglo XVII, se había establecido una Villa con el nombre de San Antonio Abad. Así se llamó hasta el comienzo de la fundación del pueblo, cuando los baños en el río Ariguanabo se hicieron famosos entre las clases adineradas de La Habana, quienes los tenían como medicinales y hasta milagrosos. El nombre de San Antonio Abad fue creciendo por la fama de los baños y poco después perdió el Abad convirtiéndose en San Antonio de los Baños.
En la Real Cédula de 1794 se creó en San Antonio un señorío jurisdiccional. En dicha cédula se decía que la preeminencia otorgada al marqués de Montehermoso fuera perpetua en los de su familia, pero la cédula de confirmación de la Villa (de 1832) decía que era limitado a solo los días del actual marqués y no más. 
La aparición de lugares como la taberna "Tío Cabrera"-1775-, los baños de recreo en "La Represa" -1839-, zonas de venta, acopios y recreación en el Río San Antonio fomentaron el crecimiento de la Villa. Eran puntos de paso obligatorio para monteros, vequeros, bueyeros, muleros y lancheros (remeros) comerciantes, vacacionistas que venían de Vuelta Abajo, Govea y La Habana.  
La Revolución de Haití, en el período 1791-1803, destruyó las plantaciones de caña y los cafetales en esa vecina isla, que era entonces el primer suministrador de estos productos al mercado internacional. Este hecho influyó considerablemente en el proceso histórico de Cuba y de la región. 
A partir de 1800 se inició la siembra del café en la zona, con la llegada de los franceses salidos de Haití durante su proceso revolucionario, y su cultivo se incrementó, de tal forma, que en poco tiempo prácticamente todas las buenas tierras fueron convertidas en cafetales. 
El segundo marqués de Montehermoso, Gabriel María de Cárdenas, rico y notable cubano, figura prominente del Reformismo, ayudado por Francisco de Arango y Parreño, quien en 1792 había presentado un trabajo ante la Corona española titulado "Discurso sobre la agricultura de La Habana y medios para fomentarla" y gozaba de gran prestigio y autoridad entre los terratenientes criollos, así como por el capitán general de la Isla, Luis de las Casas, logró conseguir el asentamiento de una gran cantidad de emigrados franceses en la jurisdicción de San Antonio, donde había fundado la villa cabecera, los que propiciaron el desarrollo agrícola de la zona con el fomento de una gran cantidad de cafetales, la construcción de magníficas viviendas y con hermosos jardines.

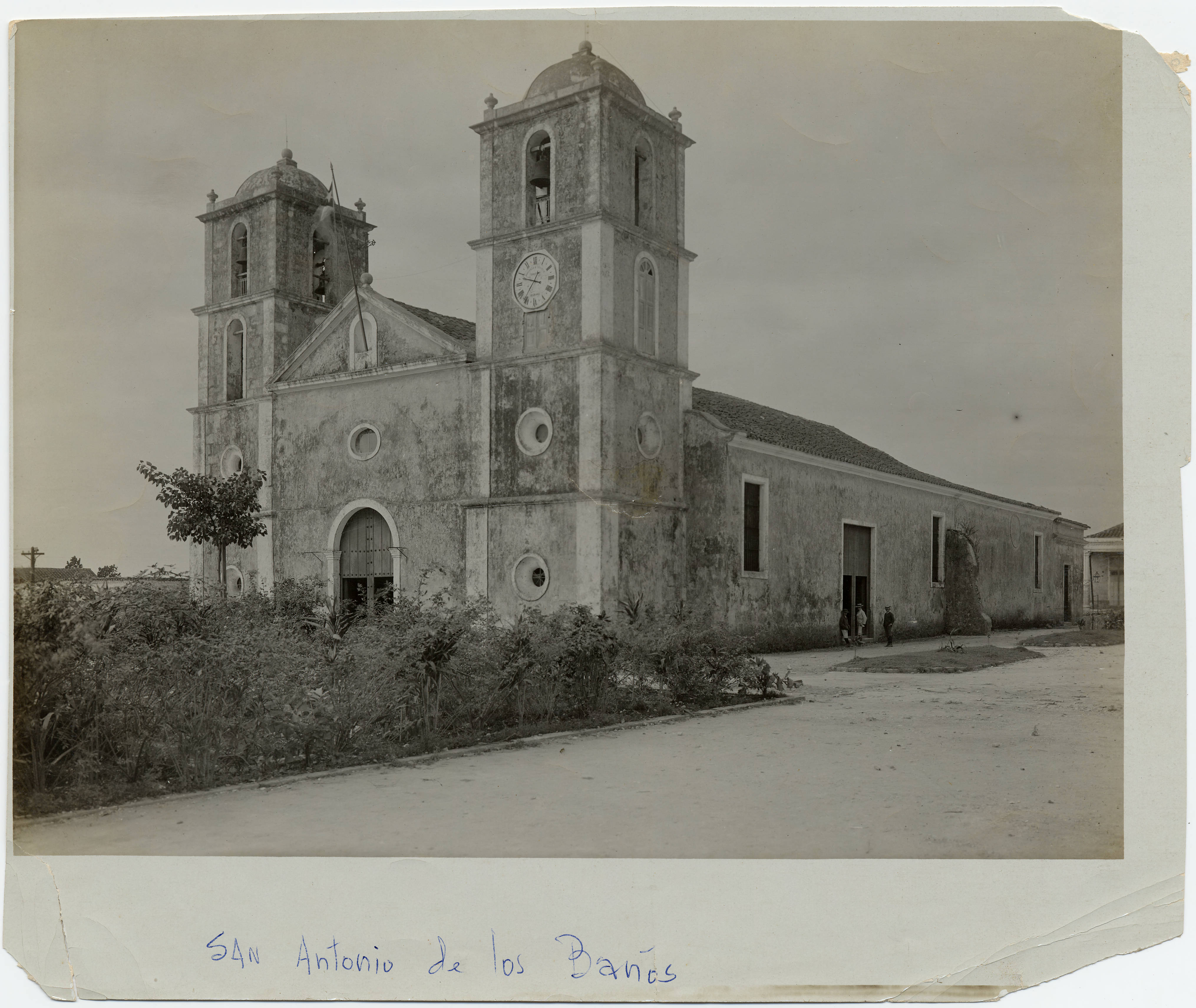
Antigua iglesia colonial española en el 1900

### La lucha por la independencia

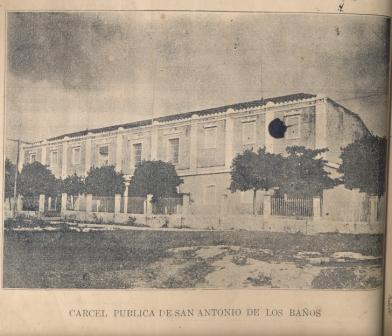
Antigua Cárcel Pública. En la actualidad es la Secundaria Básica Roberto Valdés Santos.

La invasión de Napoleón a España, en 1808, provocó un caos, que culminó con el cautiverio de Fernando VII. La ocupación francesa de la Península fue aprovechada por las colonias hispanas de América para lanzarse a la lucha por la independencia. 
Las colonias españolas de América quedaron a la deriva, bajo el mando de la Junta Suprema, radicada en Sevilla, la cual inicia una feroz persecución contra los franceses radicados en aquellas. En circular de 28 de julio de 1808, el capitán general de Cuba ordena al marqués de Monte Hermoso que todos los franceses existentes en la Villa de San Antonio que no estén naturalizados, habiendo prestado el juramento de fidelidad y vasallaje al Rey de España, deben salir a la mayor brevedad fuera de la Isla. 

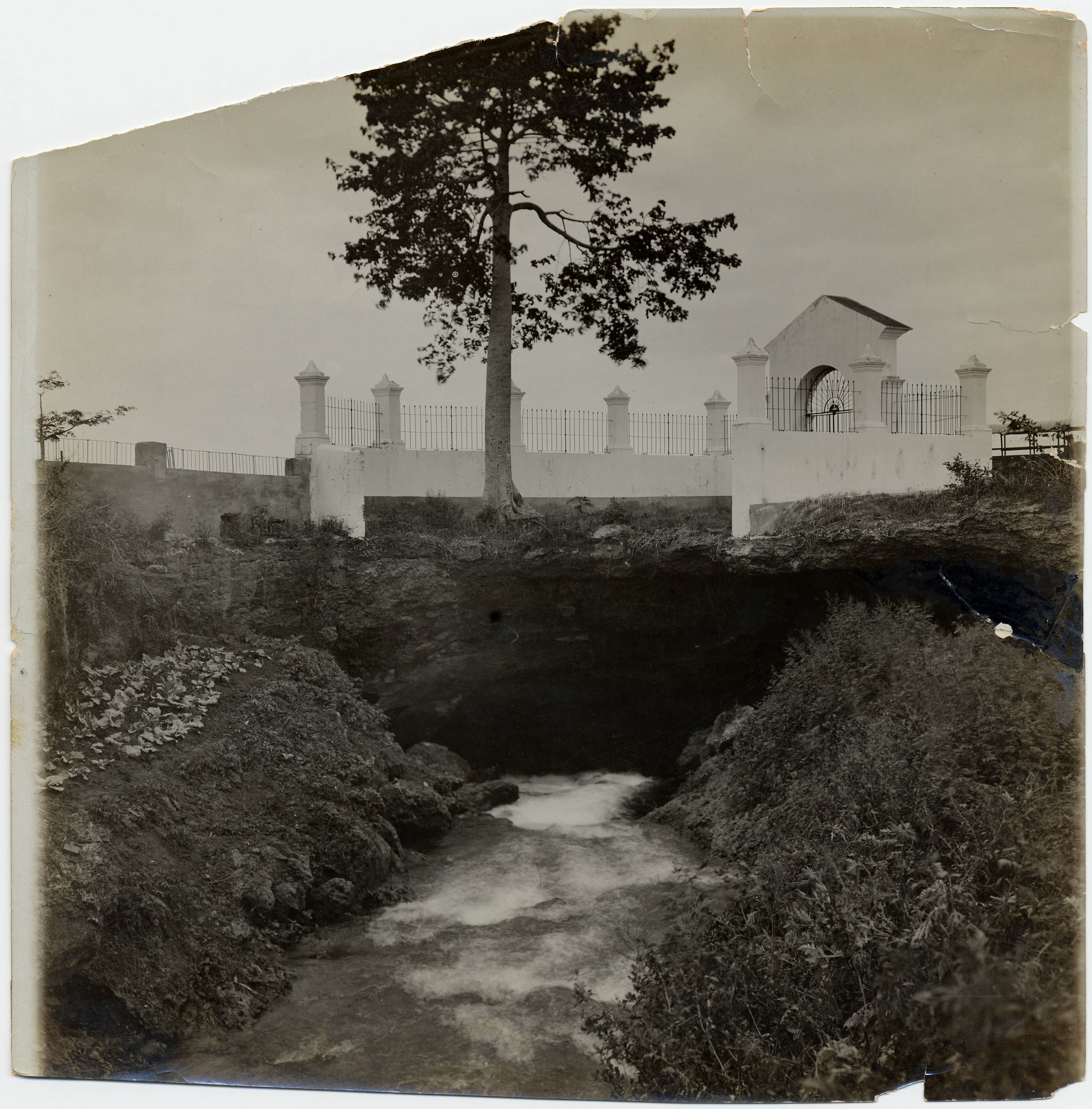
La ceiba de la cueva del sumidero, donde desaparece el río Ariguanabo en 1900

La expulsión de los franceses causó en la región del Ariguanabo serios trastornos económicos; la producción disminuyó y algunas fincas fueron abandonadas por falta de atención. 
Durante la Guerra de Independencia y particularmente durante el triste episodio de la Reconcentración de Weyler, San Antonio, vio desfilar a miles de personas procedentes de los campos y de otros términos, donde dejaban sus cultivos y viviendas, que el ejército colonial quemaba para que no pudieran ser utilizadas por los independentistas cubanos. 
En 1896 se inicia la invasión a la provincia de La Habana por parte de las fuerzas invasoras y las cercanías de San Antonio de los Baños son escenario de varios enfrentamientos entre peninsulares y mambises. El día 4 de enero de ese año el Generalísimo Máximo Gómez y el Mayor General Antonio Maceo entran en Güira de Melena haciendo prisioneros a los colonialistas. El día 5 penetran como parte de las fuerzas invasoras en Alquízar y Ceiba del Agua, sin encontrar resistencia. El 6 de enero se produce la rendición de Vereda Nueva y Guayabal y por la tarde, después de atravesar la laguna de Ariguanabo, las de Hoyo Colorado (Bauta), Punta Brava, el Cano y Caimito. Esa misma noche, las fuerzas de Gómez y Maceo acampa en el ingenio Baracoa, de Perfecto Lacoste. 
El día 7 se forman dos columnas: la de Maceo, que tiene como objetivo invadir a Pinar del Río y la de Gómez, que se queda operando en La Habana y Matanzas. El 9 de enero el Generalísimo llega al ingenio La Luz; el 11, en el ingenio Mi Rosa, participa en un fuerte combate con las fuerzas coloniales; el 12 se aloja en el ingenio Fajardo; el 13 está en La Salud y Bejucal donde encuentra resistencia, y el 14 ataca de nuevo Bejucal, donde Gómez desiste de tomarlo y dobla a la derecha emprendiendo la marcha a San Antonio de los Baños. A medio camino Gómez cambia la dirección hacia el sur, estaba herido en una pierna. El día 16 de febrero acampa en la Encrucijada, en la carretera de Alquízar a San Antonio; y el 17 pasan a la vista de San Antonio de los Baños.

### Textilera Ariguanabo S.A.
El comercio del tabaco, pieles de ganado que se promovió entre los predios de Govea, Cayo la Rosa y la Villa de San Antonio de los Baños generó un mercado que propició con los años el desarrollo poblacional de toda la zona y el florecimiento de Cayo la Rosa y la posterior construcción de la Textilera Ariguanabo.
La construcción de la "Textilera de Ariguanabo" en 1931, constituyó un suceso que marco el desarrollo de toda la zona, un lugar donde trabajaban infinidad de trabajadores y empresarios que rozaban los 2 500 encargados de la producción de hilaza, tejidos de algodón, rayón y sacos para los envases de la florecientes industrias de Cuba.

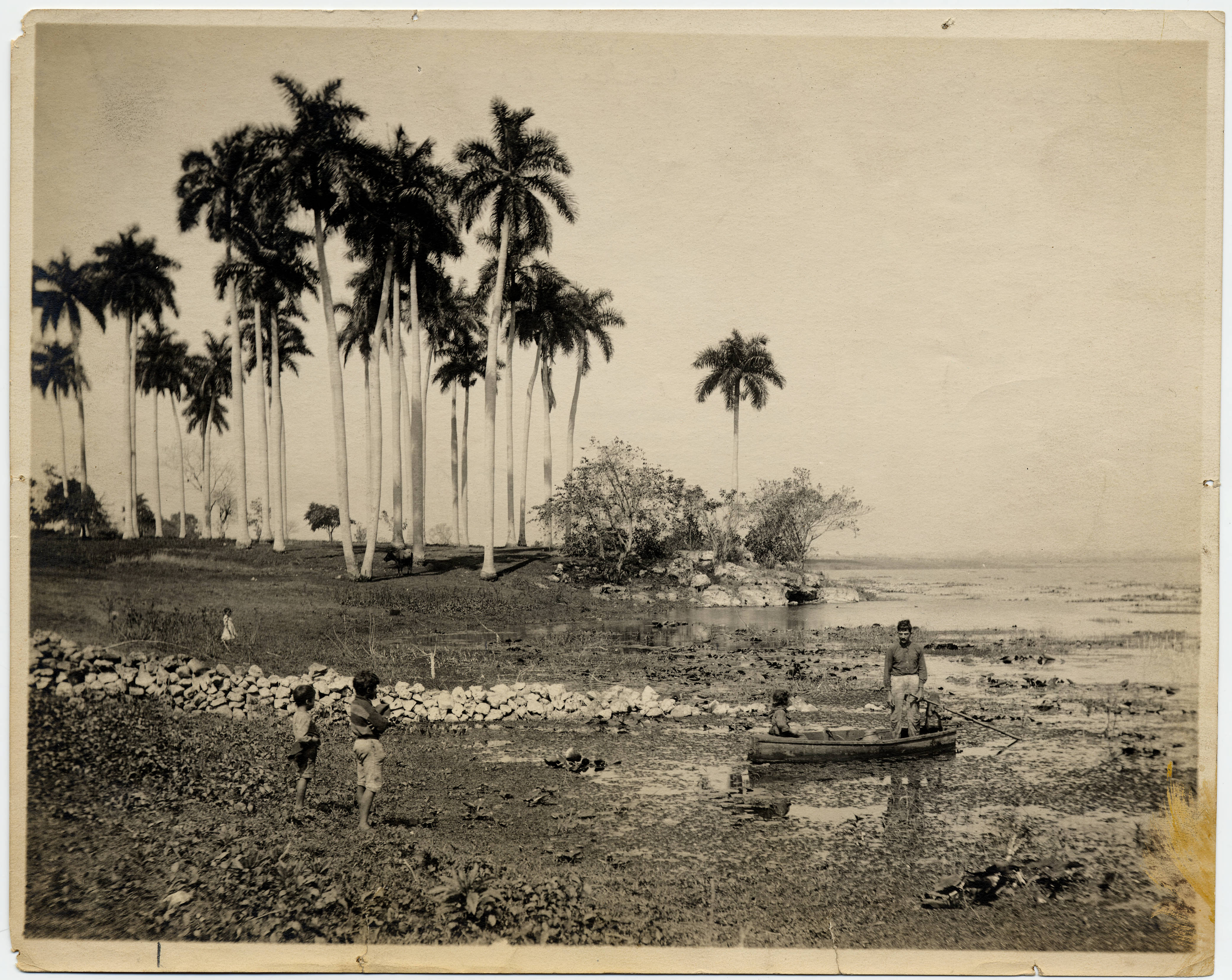
Laguna del Ariguanabo en 1900 antes de que se secara posteriormente.

### Triunfo de la Revolución
Después del triunfo de la insurrección armada en la década del 60 se comenzó un proceso de intervención de las tierras, desmonte de arboledas y fincas que se dedicaban al cultivo de: tabaco, hortalizas, carne de res, pieles y leche dando como resultado un “auge” y la posterior depauperación de toda la zona.
Otro de los estragos fue la desecación intencional de la Laguna de Ariguanabo con el levantamiento de la Segunda Represa en su caudal, dique que limitó el fluido natural del río al “Charco de Ramírez” puntos donde se encontraban el río San Antonio con el río Govea otra corriente desviada que fortalecía los volúmenes naturales del agua en el humedal.  
La sobreexplotación de sus reservas naturales, unido a la parcelación desmesuradas de sus pantanos mediante diques para la siembra de arroz en las décadas de los 70 a los 80 trajo como resultado la evaporación de sus aguas superficiales y la desaparición del humedal (Laguna de Ariguanabo).

### 11 de julio de 2021
Esa mañana jóvenes comenzaron a transmitir en vivo por Facebook una “Protesta popular” que se extendió desde el céntrico “Parque de la Iglesia” hasta la calle Real, y otras arterias aledañas. Evento que marca un antes y un después en las nuevas generaciones de cubanos, en el que miles de personas se lanzaron a las calles, pidieron libertad y gritaron “Patria y Vida”, fenómeno social que se multiplicó por muchos lugares del país…

## Cultura

### Cuna de Silvio Rodríguez, uno de los fundadores de la Nueva Trova Cubana
El 29 de noviembre de 1946 nació en San Antonio de los Baños el cantautor Silvio Rodríguez Domínguez, uno de los fundadores de la Nueva Trova Cubana y considerado una de las voces más destacadas.
El municipio cuenta con una Emisora Local llamada Radio Ariguanabo que transmite 18 horas diarias con una variada programación desde las 6:00 de la mañana hasta las 12:00 de la noche.

### La "Capital del Humor"
Entre los nombres por los que se conoce la ciudad de San Antonio de los Baños, además del de Villa de Ariguanabo, se encuentra el de la Villa del Humor o Capital del Humor. Esta ciudad siempre ha sido testigo del gracejo criollo y es la cuna de dos grandes humoristas cubanos: Eduardo Abela y René de la Nuez, creadores respectivamente de El Bobo y El Loquito, dos de las más importantes figuras del humor político cubano. 
El Bobo se convirtió en el más popular oponente de la dictadura de Gerardo Machado en Cuba y El Loquito fue una indiscutible arma de humor político, durante los años de lucha contra la dictadura de Fulgencio Batista. Sin olvidar a otra gran figura de la gráfica ariguanabense como José Luis Posada más conocido por el "Gallego Posada" un asturiano devenido ariguanabense y como enseña su obra gráfica en caricatura política y diversos campos de las artes plásticas, auténtico hijo de la villa ariguanabense.
A partir del 17 de marzo de 1979 la ciudad alberga el Museo del Humor y es sede de la Bienal Internacional del Humor.

#### Museo del Humor
El Museo del Humor ocupa una vieja casona de estilo neoclásico que fuera propiedad del Marqués de Campo Florido, primero; y del conde de Palatino, después. Dicha institución, ubicada en las calles 60 y 45 de San Antonio de los Baños, recoge una considerable tradición del humorismo gráfico cubano. La celebración en sus salas de 12 bienales internacionales del humor le han permitido contar con más de 10 000 originales, de más de 40 países, en diversos géneros, y variados soportes y técnicas, los cuales enriquecen y amplían su patrimonio. Mantiene cuatro salas que muestran la evolución histórica del humorismo cubano, desde la época colonial hasta la actualidad. Además cuenta con otras dos salas transitorias que acogen exposiciones personales, temáticas, conmemorativas y concursos nacionales.

### Tradición cultura yoruba
La práctica de la cultura yoruba, es vasta, cuenta con una gran cantidad de personalidades que han contribuido al desarrollo de dicha cultura, como herencia y tradición de los esclavos negros que se asentaron en la villa producto del proceso de colonización. Entre los más destacados se encuentra Pedro Alberto René López Prado, sacerdote de Ifa, babalawo, el cual es iniciador de lo que se ha convertido en una generación sólida de sacerdotes, que con su desaparición la han continuado, entre ellos Juan Carlos Travieso Robaina, Alexis Rodríguez, Alejandro Eddy Delgado Torres, autor de "El Gran Libro de la Santería", editado por la Esfera de los Libros, Palmyra, Madrid 2006. Como sacerdotes de la Regla de Osha, Rigoberto González, Magaly Quiroz, entre muchos otros, que han enriquecido notablemente el desarrollo de dicha cultura.

## Ciudades Hermanas
- La Algaba — España
- Jódar — España
- Zapotlanejo — México (1998)[4]